# Глоба Костянтин Вікторович
Костянтин Вікторович Глоба (нар. 1 червня 1985, Київ) — український адвокат, правозахисник, керуючий партнер адвокатського об'єднання «ГЛОБА І ГЛОБА». Відомий участю в резонансних кримінальних справах Борислава Розенблата, Надії Савченко, Владислава Мангера, Ярослава Дубневича, Олега Бахматюка, Михайла Головка, Романа Червінського та інших.

## Біографія
Костянтин Глоба народився 1 червня 1985 року у Києві. Закінчив Київський національний університет імені Тараса Шевченка.
У 2005—2006 роках працював у ТДВ Страхова компанія «Альфа-Гарант». З 8 січня по 8 квітня 2008 року працював на посаді юрисконсульта договірного відділу служби матеріально–технічного забезпечення ДТГО «Південно-Західна залізниця». З 8 квітня 2008 по 1 липня 2010 року працював на посаді юрисконсульта 1 категорії служби матеріально-технічного забезпечення ДТГО «Південно-західна залізниця».
З 1 липня по 31 серпня 2010 року працював на посаді юрисконсульта ТОВ «Компанія ММК». В 2009 році спільно зі своїми колегами-однодумцями заснував юридичне агентство «Шевчук та партнери». 28 вересня 2012 року отримав Свідоцтво про право на зайняття адвокатською діяльністю.
З 15 грудня 2017 року — став партнером Адвокатського об'єднання «Barristers», а з 24 грудня 2020 року до 11 грудня 2024 року  – був керуючим партнером Адвокатського об'єднання «Barristers». Спеціалізація: Кримінальне право та кримінальний процес, захист у складних та резонансних політичних, антикорупційних та інших кримінальних провадженнях. Міжнародний розшук та екстрадиційний арешт.

## Участь у резонансних кримінальних процесах
Ім'я адвоката Костянтина Глоби стало широко відомим після того, як він став захисником у резонансній справі українського державного діяча, політика, Народного депутата України VIII скликання, Героя України Надії Савченко, яка з 22 березня 2018 перебувала під слідством. Її підозрювали у підготовці терористичних актів та держперевороту. 6 квітня 2019 року Броварський суд Київської області звільнив з-під варти Надію Савченко через закінчення терміну запобіжного заходу, а 29 листопада 2021 року — відхилив обвинувальний акт у справі Надії Савченко через необґрунтованість обвинувачення.
- Справа директора Департаменту Держсанепідемслужби України.
- Справа в.о. голови Дарницької РДА.
- Справа адвоката Олександра Онищенка — українського політика, бізнесмена та спортсмена, народного депутата України VII і VIII скликань, президента *Федерації кінного спорту України, президента благодійного фонду «Родина», засновника Міжнародної меценатської організації «TOP Ukraine».
- Справа керівника ДП «Конярство України».
- Справа про привласнення 50 мільйонів у банку «Хрещатик»[11].
- Справа судді Кіровського районного суду міста Дніпропетровська.
- Справа президента фонду «Небесне сузір'я» Айдар".
- Справа заступника директора, голови комітету з конкурсних торгів, заступника директора «Укрзалізничпостач».
- Справа ТОВ «КРЕСТОН ДЖІ СІ ДЖІ АУДИТ».
- Справа Борислава Розенблата — українського політика, народного депутата України[12].
- Справа заступника начальника Служби Безпеки України у Вінницькій області.
- Справа заступника генерального директора з будівництва державного підприємства МВС України «Спецсервіс».
- Справа Владислава Мангера — українського діяча, голови Херсонської обласної ради[3]
- Справа Михайла Беккера — директора фірми-підрядника по будівництву мосту, про який побились об заклад президент України Володимир Зеленський і мер міста Дніпро Борис Філатов[13]
- Справа Дениса Любченка — волонтера руху «Відсіч», якого звинувачують в авторстві передвиборчого відеоролика, на якому автомобіль КАМАЗ начебто збиває кандидата в президенти України Володимира Зеленського[14]
- Справа Ярослава Дубневича — народного депутата Верховної Ради VIII, IX скликань[4][5] та інших.
- Справа ДП «Адміністрація морських портів України»[15].
- Справа Михайла Головка – українського діяча, голови Тернопільської обласної ради[16]
- Справа судді Приморського міськрайонного суду міста Одеси Лонського Іллі Володимировича[17]
- Справа Романа Червінського[18]

## Науково-практичні публікації
- Проблемні аспекти практичного втілення положень законопроєкту № 9211[19]
- Законопроекти 8227 та 8227-1: Регрес за неправомірне вилучення майна або черговий декларативний інститут?[20]
- Закон України «Про штучний інтелект»: він є?[19]
- Катування примусовим годування та його законодавча легалізація[21]
- «Держава неправового закону». Юрліга[22]
- Беркут «в законі» Юрліга[23]
- «Міліція і громадянське суспільство» Юрліга[24]
- «Як оформити субсидію на комунальні послуги? Переваги і недоліки» Юрліга[25]
- Навколоправове «гопнічество» у неправовому судочинстві[26]
- Психічний та процесуальний примус під час допиту: межі законності [Електронний ресурс] / Офіційний вебсайт Ради адвокатів Київської області.[27]
- Миф о «бессрочности» залога как меры пресечения [Електронний ресурс] / Юридическая практика: газета украинских юристов.[28]
- Мародерство, бандитизм, грабежі. або соціально незахищений клас під час карантину.[29]

## Скандали
Голосіївський районний суд міста Києва за клопотанням Костянтина Глоби відмінив арешт вертолітного майданчика екс-президента України — втікача Віктора Януковича, яким зараз володіє уповноважена особа народного депутата від БПП Максима Єфімова.

## Соціальні та благодійні проекти
- Допомога Патронатній службі «Янголи»
- Співпраця з 47 ОМБр «Магура»
- Захист прав та інтересів родин захисників «Азовсталі»[31]

## Нагороди
- У 2018 році Костянтин Глоба визнаний одним з кращих адвокатів у справах білокомірцевої злочинності[32][33]
- З 2018 року Костянтина Глобу включено до переліку відомих юристів лідерів ринку по кримінальному праву[34]
- У 2019 році увійшов до міжнародного рейтингу «The Legal 500»[35][36]
- У 2019 році отримав нагороду "Адвокат року 2019" в номінації "Кримінальне право"[37]
- У 2020 році визнаний "Адвокатом року 2020 по кримінальним справам"[38]
- У 2021 році увійшов до міжнародного рейтингу «The Legal 500» як один з ведучих партнерів АО "Barristers"[39][40]

## Політичні переслідування
Костянтин Глоба заявив про фізичний і психологічний тиск на нього. А саме про наміри «певних осіб з явно антиукраїнськими настроями» позбавити його адвокатської ліцензії. Ці переслідування він прямо пов'язує зі справою Романа Червінського.